# Museo Capucci
Il Museo Capucci era un museo di Firenze, avente sede a villa Bardini Dedicato all'attività dello stilista Roberto Capucci, è stato aperto il 18 ottobre 2008 e chiuso a novembre 2017, per essere trasferito alla villa Manin di Passariano. Qualche capo è rimasto a Firenze entrando nella collezione, esposta a rotazione, della galleria del Costume di Firenze.

## Storia e descrizione
Lo spazio espositivo, gestito dalla Fondazione Roberto Capucci - che si trasferì appositamente da Roma a Firenze per l'occasione - venne inaugurato il 27 ottobre 2007 con l'esposizione temporanea "Ritorno alle origini", che riscontrò un notevole successo di pubblico con circa 50.000 visitatori. Un anno dopo si è trasformata in esposizione permanente, focalizzata in particolare su una serie di dodici abiti-scultura confezionati in occasione della Biennale di Venezia del 1995 e originariamente non destinati ad essere indossati.
Gli altri abiti esposti, che sono ruotati periodicamente, sono circa 30 divisi per gruppi e coprono tutta la produzione dello stilista, fin dal 1950. Fanno da corredo le esposizioni di schizzi, bozzetti, audiovisivi, articoli di stampa e fotografie.
La fondazione, inoltre, organizza periodicamente eventi didattici e seminari.
La galleria è nata con lo scopo di esporre e dare valore alle opere dell'artista Roberto Capucci. I suoi abiti e creazioni lo hanno reso noto alla giovane età di 26 anni. 
La galleria è organizzata in quattro sale espositive e, in aggiunta, in un corridoio è collocata una collezione permanente di abiti caratterizzati da una vastità di materiali e di forme e dal contrasto dei colori forti con quelli neutri. La Fondazione, inoltre, organizza mostre, attività didattiche e di formazione, eventi per studenti non solo nella propria sede ma anche all'esterno.